# 庞茂琨
庞茂琨（1963年—），男，汉族，重庆人，中国画家，现任四川美术学院院长、党委副书记，中国美术家协会副主席。